# 2-己炔
2-己炔（英語：2-Hexyne，或己-2-炔），是一种非链端炔烃，结构式CH3C≡C(CH2)2CH3，是己炔的同分异构体之一。